# Nestor Carbonell
Nestor Gastón Carbonell (* 1. prosince 1967 New York) je americký seriálový a filmový herec.

## Život

### Původ a mládí
Narodil se v New Yorku, je kubánského a španělského původu. Jako malý se s rodinou odstěhoval do venezuelského Caracasu, kde také navštěvoval The British School Caracas. Poté se vrátil zpět do USA, kde studoval na Deerfield Academy a na Harvardu.
Jeho otec je obchodník, který je aktivní v kubánské komunitě v USA. Bratrancem Nestora Carbonella je bývalý baseballista Rafael Palmeiro.

### Kariéra
Před kamerou se poprvé objevil již v roce 1991, konkrétně v seriálu Zákon a pořádek. I nadále se pak prosazoval spíše jako seriálový herec, působil například v seriálech Správná Susan, Ztraceni, Dr. House či Nebezpečná identita.
Objevil se také v několika filmech, ke kterým patří Tři staré grácie, Projekt Laramie, Ztracené město, Sejmi eso a také dva batmanovské snímky Temný rytíř a Temný rytíř povstal, kde si zahrál starostu Gotham City.

### Ocenění
V letech 1998 a 1999 získal cenu ALMA Award za roli v seriálu Správná Susan. V roce 2003 získal President Award na Fort Lauderdale International Film Festival.
Za výkon v seriálu Správná Susan byl také v roce 1996 nominován na NCLR Bravo Award.

### Osobní život
Se svou současnou ženou, Shannon Kenny, se poznal při natáčení filmu Attention Shoppers. Mají spolu dvě děti.
Mluví plynně španělsky, čehož hojně využil v seriálu Ztraceni.

## Filmografie

### Film
| Rok  | Název               | Role                    | Poznámky                            |
| ---- | ------------------- | ----------------------- | ----------------------------------- |
| 2000 | Attention Shoppers  | Enrique Suarez          | také scenárista a výkonný producent |
| 2001 | Jack the Dog        | Jack, pes               |                                     |
| 2002 | Projekt Laramie     | Moisés Kaufman          |                                     |
| 2003 | Manhood             | Jack, pes               |                                     |
| 2005 | Ztracené město      | Luis Fellove            |                                     |
| 2006 | Sejmi eso           | Pasquale Acosta         |                                     |
| 2008 | Temný rytíř         | starosta Anthony Garcia |                                     |
| 2008 | Killer Movie        | Seaton Brookstone       |                                     |
| 2010 | Noah                | Leeu (hlas)             |                                     |
| 2012 | Pro větší slávu     | Mayor Picazo            |                                     |
| 2012 | Temný rytíř povstal | starosta Anthony Garcia |                                     |
| 2013 | Dead Drop           | Santiago                |                                     |
| 2016 | Director's Cut      | CSI Perry               |                                     |
| 2016 | Imperium            | Tom Hernandez           |                                     |
| 2017 | Crown Heights       | Bruce Regenstreich      |                                     |
| 2017 | Medicine Men        | Silas St-John           |                                     |

### Televize
| Rok       | Název                        | Role                    | Poznámky                              |
| --------- | ---------------------------- | ----------------------- | ------------------------------------- |
| 1989      | As the World Turns           | Alberto Cordova         | díl: „1.8965“                         |
| 1991      | Zákon a pořádek              | Stuart Carradine        | díl: „Bez kontroly“                   |
| 1992      | Melrose Place                | Alex                    | díl: „Lost & Found“                   |
| 1992      | A Different World            | Malik Velasquez         | 2 díly                                |
| 1993      | Reasonable Doubts            | Tomasso Lopez           | díl: „The Ties That Bind (Part 1)“    |
| 1994      | Good Advice                  | Marco                   | díl: „Two Times Twenty“               |
| 1995      | Muscle                       | Gianni                  | 13 dílů                               |
| 1996      | Brotherly Love               | Eduardo                 | díl: „Remember“                       |
| 1996      | The John Larroquette Show    | Felicio                 | díl: „Intern Writer“                  |
| 1996–2000 | Správná Susan                | Luis Rivera             | 93 dílů                               |
| 1998      | Veroničiny svůdnosti         | Tony Tony               | díl: „Veronica's All Nighter“         |
| 1998      | Encore! Encore!              | Marly Morrow            | díl: „Mr. Joe's Wild Rose“            |
| 2000      | Resurrection Blvd.           | Peter Terrano           | 6 dílů                                |
| 2000      | Vyvolený                     | starosta Giroldi        | TV film                               |
| 2000      | Happily Ever After           | Sir Gooey (hlas)        | díl: „Robinita Hood“                  |
| 2001      | Tři staré grácie             | Gavin                   | TV film                               |
| 2001–2002 | Klíšťák                      | Batmanuel               | 9 dílů                                |
| 2002      | Static Shock                 | Garcia (hlas)           | díl: „Pop's Girlfriend“               |
| 2002      | Ally McBealová               | Miles Josephson         | díl: „Už žádných obětí pro lásku“     |
| 2002–2007 | Kim Possible                 | Señor Senior Jr. (hlas) | 12 dílů                               |
| 2003      | Strážkyně zákona             | Byron Johnson           | díl: „Cold Comfort“                   |
| 2004      | Můj přítel Monk              | Dalton Padron           | díl: „Pan Monk se ožení“              |
| 2004      | Scrubs: Doktůrci             | Dr. Ronny Ramirez       | díl: „Moje morální dilema“            |
| 2004      | Century City                 | Tom Montero             | 9 dílů                                |
| 2004–2006 | Křižovatky medicíny          | Jonas Ray               | 11 dílů                               |
| 2005      | Justice League Unlimited     | El Diablo (hlas)        | díl: „The Once and Future Thing“      |
| 2005      | Dr. House                    | Jeffrey Reilich         | díl: „Prokletý“                       |
| 2006      | Brandy & Mr. Whiskers        | Tito (hlas)             | díl: „Rain Delay“                     |
| 2006      | První prezidentka            | Dr. Kyle Brock          | díl: „The Elephant in the Room“       |
| 2006      | Odložené případy             | Mike Valens             | 3 díly                                |
| 2006      | Za rozbřesku                 | Eddie Reyes             | díl: „What If He Can Change the Day?“ |
| 2007      | Eloise: The Animated Series  | Různé hlasy             | díl: „Eloise Goes to Hollywood“       |
| 2007      | Americký Drak: Jake Long     | Cupid (hlas)            | díl: „The Love Cruise“                |
| 2007      | Andy Barker, P.I.            | Dr. Cey                 | díl: „The Big No Sleep“               |
| 2007      | Queens Supreme               | Benedetto               | díl: „Supreme Heat“                   |
| 2007      | Cane                         | Frank Duque             | 13 dílů                               |
| 2007–2010 | Ztraceni                     | Richard Alpert          | 29 dílů                               |
| 2010–2012 | Tučňáci z Madagaskaru        | hroznýš Savio (hlas)    | 3 díly                                |
| 2010      | Agentura Jasno               | Declan Rand             | 2 díly                                |
| 2011–2012 | Nebezpečná identita          | Victor Machado          | hlavní role, 17 dílů                  |
| 2011–2014 | Wilfred                      | Dr. Arturo Ramos        | 3 díly                                |
| 2013–2017 | Batesův motel                | šerif Alex Romero       | 45 dílů, také režisér (3 díly)        |
| 2014      | Lovci zločinců               | Matthew Reed            | díl: „Druhá možnost“                  |
| 2014      | Dobrá manželka               | Daniel Irwin            | díl: „The Deep Web“                   |
| 2014–2015 | Ve službách CIA              | Ray Navarro             | 7 dílů                                |
| 2015      | Jake a piráti ze Země Nezemě | Eagle-Eye (hlas)        | 2 díly                                |
| 2015      | Ray Donovan                  | Sheldon Blackwood       | díl: „Ruku na to“                     |
| 2017      | Elena z Avaloru              | král Raul (hlas)        | díl: „The Jewel of Maru“              |
| 2018      | Midnight, Texas              | Kai Lucero              |                                       |
| 2019      | The Morning Show             | Yanko Flores            |                                       |